# Pseudaulacaspis brimblecombei
Pseudaulacaspis brimblecombei är en insektsart som beskrevs av Williams 1973. Pseudaulacaspis brimblecombei ingår i släktet Pseudaulacaspis och familjen pansarsköldlöss. Inga underarter finns listade i Catalogue of Life.